# Cantón de Mont-de-Marsan-Norte
El cantón de Mont-de-Marsan-Norte era una división administrativa francesa, que estaba situada en el departamento de Landas y la región de Aquitania.

## Composición
El cantón estaba formado por ocho comunas más una fracción de la comuna que le daba su nombre:
- Bostens
- Campet-et-Lamolère
- Gaillères
- Geloux
- Lucbardez-et-Bargues
- Mont-de-Marsan
- Saint-Avit
- Saint-Martin-d'Oney
- Uchacq-et-Parentis

## Supresión del cantón de Mont-de-Marsan-Norte
En aplicación del Decreto nº 2014-181 de 18 de febrero de 2014, el cantón de Mont-de-Marsan-Norte fue suprimido el 22 de marzo de 2015 y sus 9 comunas pasaron a formar parte del nuevo cantón de Mont-de-Marsan-1.